# A. G. Cook
Pour les articles homonymes, voir Cook.
Alexander Guy Cook, dit A. G. Cook, est un producteur, musicien et disc jockey britannique né le 23 août 1990 à Londres. En 2013, il crée le label PC Music.

## Biographie
Alexander Guy Cook naît le 23 août 1990 à Londres,. Il est le fils des architectes Yael Reisner et Sir Peter Cook. Durant son adolescence, il s'intéresse à l'informatique et commence à utiliser le logiciel GarageBand. Il enregistre les créations musicales de ses amis et côtoie des artistes de la scène indépendante londonienne du milieu des années 2000. Il est élève à l'école privée londonienne King Alfred School (en) où il rencontre les artistes GFOTY (en) et Danny L Harle. Il retrouve ce dernier à l'université Goldsmith où ils étudient la musique. Ensemble, ils forment le duo Dux Content.
A. G. Cook crée le label PC Music en juin 2013. Il produit une grande partie de la musique qui parait via le label et a également le rôle de A&R. PC Music est souvent décrit comme le « futur de la musique pop » et gagne rapidement un groupe de fans sur Internet. En 2015, le label signe avec Columbia Records UK. Mais l'année suivante, l'équipe de Columbia change et la collaboration entre les deux labels cesse. Peu après, A. G. Cook devient le directeur de la création de la chanteuse britannique Charli XCX. Il produit ses mixtapes Number 1 Angel (en) et Pop 2 ainsi que ses albums Charli et How I'm Feeling Now.
En juin 2020, il sort un EP sous son pseudonyme de disc jockey DJ Lifeline.
Son premier album studio, 7G (en), sort le 12 août 2020. Il est constitué de sept disques, chacun dédié à un instrument différent, et un total de 49 chansons. Il comporte des titres interprétés par les chanteuses Caroline Polachek, Hannah Diamond (en) et Alaska Reid ainsi que par le rappeur Tommy Cash. Il est composé à la fois de chansons originales et de reprises de chansons pop et rock. Cinq semaines plus tard, il sort son deuxième album Apple (en) qu'il qualifie de « deuxième premier album »,.

## Discographie

### Albums studio
- 2020 - 7G
- 2020 - Apple
- 2024 - Britpop